# Frederic Baum
Frederic „Freddy“ Rolf Baum (* 1. August 2000 in Mechernich) ist ein deutscher Fußballspieler.

## Karriere
Baum begann seine Laufbahn in der Jugendabteilung des 1. FC Köln, für die er bis 2013 auflief. Nach den Stationen 1. JFS Köln und Viktoria Köln, schloss er sich im Juli 2018 der U19 von Alemannia Aachen an.
Sein Debüt für die 1. Mannschaft gab Baum in der Regionalliga West am 5. September 2020 (1. Spieltag). Bei dieser 0:1-Niederlage gegen Borussia Dortmund II, kam Baum in der 86. Spielminute für Nils Blumberg aufs Feld. Am 20. Spieltag (12. Dezember 2020) erzielte er beim 3:1-Heimerfolg über den Bonner SC sein erstes Pflichtspieltor und setzte damit den Schlusspunkt in der Partie. Die Vorlage zum Treffer gab Nils Blumberg in der Nachspielzeit.
Am letzten Spieltag der Saison 2020/2021, erlitt Baum beim Auswärtsspiel gegen den Bonner SC einen Kreuzbandriss. Dadurch bestritt Baum in der folgenden Saison 2021/2022 nur 3 Ligaspiele und 1 Spiel im Mittelrheinpokal. 
In der Spielzeit 2023/2024 gewann er mit der Alemannia die Meisterschaft in der Regionalliga West und den Verbandspokal Mittelrhein. Nach dem Aufstieg in die 3. Liga, verlängerten er und der Verein die Zusammenarbeit um ein weiteres Jahr.
Sein Debüt in Liga 3 feierte Baum am 9. November 2024, dem 14. Spieltag. Bei der 4:0-Auswärtsniederlage gegen den SV Sandhausen, kam er in der 66. Minute für Bentley Baxter Bahn ins Spiel. Nach über 6 Jahren bei der Alemannia, schloss sich Baum dem SV Eintracht Hohkeppel in der Regionalliga West an.

## Erfolge
- Meister der Regionalliga West: 2024
- Mittelrheinpokal-Sieger: 2024